# Новое течение
Новое течение (латыш. Jaunā strāva) в истории Латвии ― массовое левое социально-политическое движение, существовавшее во время Первого латышского национального пробуждения (ведущую роль в котором играли младолатыши начиная с 1850-х и до 1880-х годов), высшей точкой развития которого была Революция 1905 года. Участников движения называли «новотеченцами» (латыш. jaunstrāvnieki).

## История
Зарождение Нового течения обычно датируется 1886 годом, когда газета движения Dienas Lapa («Ежедневный листок») была основана Петерисом Бисениксом, который заведовал Рижским союзом рабочих. Петерис Стучка, который впоследствии возглавил латвийских большевиков, стал редактором Dienas Lapa в 1888 году. С 1891 по 1896 год редакторами газеты были Бисенекс и Райнис. Райнис, который стал одним из выдающихся латышских литературных деятелей, также стал одним из главных новотеченцев. В 1896-97 годах газета обращается к социализму (Стучка вновь становится редактором в это время). Министерство внутренних дел в 1897 году закрывает газету, после чего та занимает более умеренные позиции под редакцией философа и публициста Петериса Залите между 1899 и 1903 годами. Несмотря на свою умеренность при Залите, газета вновь не проходит цензуру. Она открывается повторно в 1905 году как газета социал-демократического толка до своего окончательного закрытия.

## Оценки
Историк Арведс Швабе описывает Новое течение как «первую организацию, связанную с политическим пробуждением латышского рабочего класса, которая занималась пропагандой социалистических идей».
Урбанизация привела к росту пролетариата, который был благодатной почвой для идей западноевропейского социализма, что совпало с потерей популярности младолатышей, чьи идеи были близки к национальному романтизму по своему духу. В это время росла отчуждённость между буржуа и бедными, а ведущие националисты той эпохи были арестованы и сосланы. В 1893 году Райнис контрабандой привёз немецкую марксистскую литературу в Латвии в багаже: это были работы Карла Маркса, Фридриха Энгельса и Карла Каутского. Этот «багаж с опасным содержанием», как его назвал историк Улдис Германис, послужил семенем для создания Латвийской социал-демократической партии.